# Siegmund Jakob Apinus

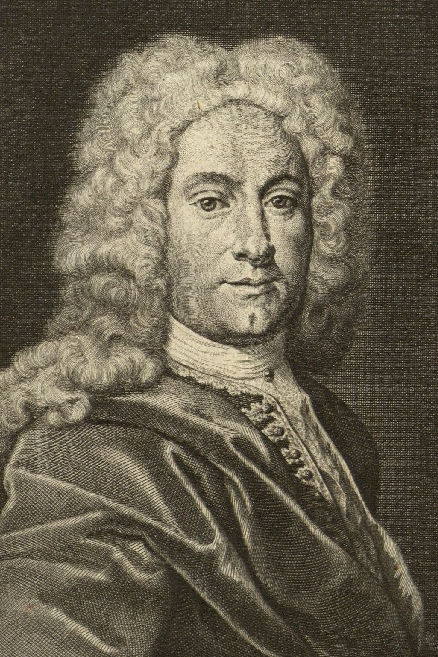
Siegmund Jakob Apinus

Siegmund Jakob Apinus (auch Sigismund Jakob Apinus; eigentlicher Familienname Biene; * 7. Juni 1693 in Hersbruck; † 24. März 1732 in Braunschweig) war ein deutscher Lehrer und  Philologe.

## Leben
Siegmund Jakob Apinus war eines von vier Kindern des deutschen Arztes Johann Ludwig Apinus. Wie früher sein Vater studierte er an der Universität Altdorf und erhielt dort 1713 den Titel eines Magisters der Philosophie und Theologie verliehen. Danach legte er einen einjährigen Aufenthalt in Jena ein, wo er weiterstudierte. Nach dem Besuch weiterer deutscher Städte kehrte er 1715 nach Altdorf zurück, wo er 1720 Inspektor des Alumneums wurde. Zwei Jahre später avancierte er zum Professor der Logik und Metaphysik am Nürnberger Egidien-Gymnasium.
Im September 1722 heiratete Apinus Susanna Maria, Tochter des Arztes und Geologen Johann Jakob Baier. Einer der drei aus dieser Ehe hervorgegangenen Söhne war der spätere Mediziner Christof Jakob Apinus. Des Weiteren stammten aus der Ehe auch zwei Töchter.
Am 23. Mai 1726 wurde Apinus unter der Präsidentschaft des Mediziners und Naturforschers Lukas Schröck mit dem akademischen Beinamen Solinus II. unter der Matrikel-Nr. 386 als Mitglied  in die Gelehrtengesellschaft Leopoldina aufgenommen. 1729 erhielt er den Posten des Rektors der Egidienschule in Braunschweig. In dieser Stadt starb er aber bereits drei Jahre später am 24. März 1732 im Alter von nur 38 Jahren.
Apinus hinterließ ein umfangreiches wissenschaftliches Œuvre. Er schrieb Werke, die dem  Themengebiet der Philosophie und Pädagogik angehören, ferner auch Bücher zur biblischen Archäologie, Naturgeschichte und Literaturgeschichte. Außerdem gab er u. a. Briefe des Schweizer Theologen Johann Jakob Grynaeus heraus.

## Veröffentlichungen (Auswahl)
- Dissertatio academica de regula Lesbia, Altdorf 1715
- Historia naturalis de veritate scripture sacrae testimonium perhibens, Altdorf 1717
- Oberservationes de loricis linteis veterum, et novo loricarum invento, Altdorf 1719
- Unvorgreifliche Gedanken, wie man sowohl alte als neue Dissertationes academicas mit Nutzen sammeln und einen guten Indicem darüber halten soll, Nürnberg 1719
- Meditatio de incremento physices per medicos facto, 1720
- Anonymi nöthiger Unterricht, die Griechische Sprache auf eine leichte Art zu lernen und zu lehren, 1720; vermehrte Auflage 1726
- Vitae et effigies procancellariorum Academiae Altorfinae, Nürnberg 1721
- Dissertatio epistolica de quibusdam nondum editis epistolis J. Camerarii, Nürnberg und Altdorf 1724
- Grammaticalisches Lexicon, Nürnberg 1727
- Vitae professorum philosophiae Academiae Altorfinae, Nürnberg 1728
- Glossarium novum ad aevi hujus statum adornatum, Nürnberg 1728
- Anleitung, wie man die Bildnisse berühmter und gelehrter Männer sammeln soll, Nürnberg 1728
- Oratio de aedificiorum sacrorum, quae vulgus Coenobia vocat, in scholas publicas permutatione, Braunschweig 1730

Apinus war auch Herausgeber u. a. folgender Werke:
- J. J. Grynaei epistolae LXVI ad C. A. Julium, cum vita Grynaei et scholiis, Nürnberg 1718
- J. Facciolati orationes X de optimis studiis, cum praefatione, Leipzig 1725
- C. G. Schwarzii carmina, collecta et edita, Frankfurt und Leipzig 1728